# Ross Brawn
Ross James Brawn (Ashton-under-Lyne, Lancashire, Engleska, 23. studenog 1954.) je tehnički direktor Formule 1. Bivši je inženjer i šef brojnih momčadi Formule 1. Stekao je epitet jednog od najjačih "umova" u tom sportu jer su njegovi ogromni uspjesi uvelike proizlazili iz strpljivog, detaljno proučenog i psihički stabilnog okruženja kojeg je sam kreirao i nastojao ostaviti sljedećim generacijama. Zajedno s Roryjem Byrneom, sudjelovao je u dizajniranju svih sedam bolida Michaela Schumachera, Benettona 1994. i 1995., te Ferrarija od 2000. do 2004., s kojim je Nijemac osvojio sedam naslova svjetskog prvaka u Formuli 1. Pridružio se Hondi kao novi šef momčadi 2008., ali se krajem te sezone japanska velesila auto i moto industrija odlučila povući iz Formule 1. Uslijedila je jedna od najljepših priča u povijesti Formule 1, kada je tek osnovana, na brzinu sastavljena i upogonjena momčad Brawn GP, dominirala sljedeće 2009. godine, te s Jensonom Buttonom osvojila dvostruku krunu. 

## Djetinjstvo
Rođen 1954. u Ashton-under-Lyneu, Brawn se još u dječačkim danima zaljubio u utrkivanje i tehničke aspekte motosporta pošto je često posjećivao lokalni Belle Vue stadion na kojem su se održavale utrke raznih kategorija. Školovanje je bazirao na inženjerstvu i mehanici, a godine 1971. započeo je rad u državnoj upravi za atomsku energiju, kada ga je Uprava za atomsku energiju Ujedinjenog Kraljevstva uzela ga je za šefa mehaničkog obrta u svom Zavodu za istraživanje atomske energije u Harwellu u Oxfordshireu.

## Formula 1

### Početak u Marchu
Njegova karijera u automobilizmu započela je 1976. godine kada se pridružio tvrtki March Engineering u gradu Bicester kao operater glodalice. Ubrzo nakon toga pridružio se njihovom trkačem timu Formule 3 kao mehaničar.

### Oglas Franka Williamsa
U mjestu Reading 1978., Frank Williams je tražio osoblje, mehaničare prvenstveno, za svoju novoosnovanu momčad. Živeći tada u Readingu, Brawn je pronašao Williamsov oglas, koji je tražio vještine na glodalici što je Brawn naučio u Harwellu. Nakon razgovora s Patrickom Headom, Brawn je primljen u momčad, a ubrzo se probio kod Franka i stigao do viših pozicija u istraživanjima i razvoju, konkretno radeći u zračnom tunelu.